# Роа Гарсия, Рауль
Рауль Роа Гарсия (исп. Raúl Roa García; 18 апреля 1907 — 6 июля 1982) — кубинский интеллектуал, государственный и политический деятель, дипломат и писатель. Занимал пост министра иностранных дел Кубы с 1959 по 1976 год.

## Биография
Родился в Гаване. Свою первую статью Ensayo sobre José Martí («Очерк о Хосе Марти») написал в 18 лет. С 1925 года изучал право в Гаванском университете. В 1926 году был заключён в тюрьму за протест против интервенции США в Никарагуа.
В 1927 году он познакомился с Рубеном Мартинесом Вильеной, существенно повлиявшим на его видение социальных проблем. С другими молодыми революционерами участвовал в Народном университете имени Хосе Марти. Был членом Антиимпериалистической лиги Америки и одним из основателей её левого студенческого крыла. Также писал для журнала Revista Avance и еженедельной газеты Otro.
В 1930-х сотрудничал в Directorio Estudiantil Revolucionario, где кристаллизовал свои убеждения как марксистско-ленинские.
С 1931 года участвовал в более радикальной левой студенческой организации Ala Izquierda Estudiantil. Его сочинения этого времени отражают поддержку идеи вооруженного восстания. Он вновь был арестован и отправлен в тюрьму.
Освободившись в 1933 году, написал Манифест кубинского народа и участвовал во всеобщей забастовке того же года, приведшей к отставке Херардо Мачадо. В марте 1935 года был выслан в Соединенные Штаты. Там совместно с такими людьми, как Пабло де ла Торриенте Брау, он основал «Антиимпериалистическую кубинскую революционную организацию» (ORCA).
Профессор Гаванского университета в 1940-х и 1950-х годах. Директор по культуре Министерства образования с 1949 по 1951 год.
После победы Кубинской революции в 1959—1976 годах — министр иностранных дел, с 1976 года заместитель председателя Национальной ассамблеи народной власти Республики Куба. С 1965 года — член и один из руководителей Коммунистической партии Кубы. На посту главы внешнеполитического ведомства стремился поддерживать хорошие отношения с другими латиноамериканскими странами, а также подписал соглашение о противодействии угону с Соединенными Штатами в 1973 году.
Умер в Гаване 6 июля 1982 года. Он был женат на докторе Аде Коури Баррето. Их сын, Рауль Роа Коури, также является дипломатом и служил послом Кубы в Ватикане и представителем Кубы в Организации Объединенных Наций.
Автор многих книг, включая «Возвращение на рассвете» (1964), «Накануне решающих боев» (1966), «Похождения, удачи и неудачи мамби» (1970).